# Barry Hoban
Peter Barry Hoban (* 5. Februar 1940 in Wakefield; † 19. April 2025) war ein britischer Radrennfahrer.

## Radsport-Karriere
1960 wurde Barry Hoban Britischer Meister in der Einerverfolgung der Amateure und nahm in der Mannschaftsverfolgung (mit Mike Gambrill, Charles McCoy und Joseph McClean) an den Olympischen Sommerspielen in Rom teil. Im Jahr darauf wurde er britischer Meister im Straßenrennen sowie im Einzelzeitfahren der Amateure. 1961 gewann er den traditionsreichen Muratti Gold Cup auf der Radrennbahn von Manchester und das Bergzeitfahren auf der Isle of Man.
1962 trat Hoban zu den Unabhängigen (Independants) über und konnte bei Amateuren und Profis starten, so auch bei der Tour de l’Avenir 1963 (16. Gesamtrang), wo er Etappenzweiter werden konnte. Im August wechselte er zu den Professionals und war als solcher bis 1981 tätig, bis auf wenige Jahre im französischen Radsportteam Mercier. In mehreren Klassikern belegte er Podiumsplätze, 1966 gewann er Rund um den Henninger-Turm, 1971 den Grand Prix de Fourmies, 1974 Gent–Wevelgem (als einziger Brite bis 2015) sowie Paris–Bourges.
Bei Lüttich-Bastogne-Lüttich 1969 wurde er Dritter. Bei Straßenradsport-Weltmeisterschaften war er nur einmal im Vorderfeld platziert, als er 1965 im spanischen Lasarte als 19. über den Zielstrich fuhr. 1967 belegte er im niederländischen Heerlen den 31. Rang.
Zwölfmal nahm er an der Tour de France teil, die er elfmal beendete: 1964: einmal Etappenzweiter, 1967: 62., 1968:33., 1969: 67., 1971:40., 1972: 70., 1973: 43., 1974: 37., 1975: 68., 1977: 41., 1978: 65. – damit hält er den britischen Rekord. Bis zu den Erfolgen seines Landsmannes Mark Cavendish hielt er zudem mit acht Etappensiegen den britischen Rekord; auch seine Leistung von 1969, als einziger Brite zwei Tour-Etappen hintereinander gewonnen zu haben, wurde erst 30 Jahre später, im Jahre 2009, von Cavendish eingestellt. Nachdem der britische Radrennfahrer Tom Simpson bei der Tour de France 1967 ums Leben gekommen war, wurde Hoban am nächsten Tag zugestanden, diese Etappe zu gewinnen. Eine andere Lesart der damaligen Ereignisse hatte sein Teamkollege Vincent Denson: Dieser schilderte die Situation so, dass die Meinungsführer im Fahrerfeld auf Initiative von Jean Stablinski vereinbarten, dass ein Brite und zwar Vincent Denson die nachfolgende Etappe Simpson zu Ehren gewinnen sollte, Hoban sich daran aber nicht hielt und die Vereinbarung in Frage stellte. Später erzählte er, dass er von der Verabredung nicht informiert war. In der Tour de France 1968 gewann er die Sonderwertung Souvenir Henri Desgrange.
In den 19 Jahren seiner Profikarriere von 1963 bis 1981 gewann er insgesamt 35 Straßenrennen – in Frankreich (25), Großbritannien (5), Belgien (2), Spanien (2) und Deutschland (1). Erst in den beiden letzten Jahren seiner Radsportkarriere fuhr er in britischen Teams und beendete seine aktive Laufbahn im Alter von 41 Jahren.

## Ehrungen
2009 wurde Barry Hoban in die British Cycling Hall of Fame aufgenommen.

## Privates
Zwei Jahre nach dem Tod von Tom Simpson heiratete Barry Hoban dessen Witwe. Er lebte in Wales in der Nähe einer Firma, die Rahmen mit seinem Namen fertigt. 2015 veröffentlichte er seine Autobiografie Vas-Y Barry: My Cycling Story.

## Erfolge
1964
- zwei Etappen Vuelta a España
- eine Etappe Grand Prix Midi Libre

1966
- Rund um den Henninger-Turm
- eine Etappe Tour de Picardie

1967
- eine Etappe Tour de France

1968
- eine Etappe Tour de France

1969
- zwei Etappen Tour de France
- eine Etappe 4 Jours de Dunkerque

1970
- Manx Premier Trophy
- eine Etappe 4 Jours de Dunkerque

1971
- Grand Prix de Fourmies
- eine Etappe 4 Jours de Dunkerque

1973
- zwei Etappen Tour de France

1974
- eine Etappe Tour de France
- eine Etappe Tour d’Indre-et-Loire
- eine Etappe Tour de l’Aude
- Gesamtwertung und zwei Etappen Grand Prix Midi Libre
- Paris–Bourges
- Gent–Wevelgem

1975
- eine Etappe Tour de France

1978
- eine Etappe 4 Jours de Dunkerque

1979
- London–Bradford

## Grand Tour-Platzierungen
| Grand Tour            | 1964 | 1965 | 1966 | 1967 | 1968 | 1969 | 1970 | 1971 | 1972 | 1973 | 1974 | 1975 | 1976 | 1977 | 1978 |
| --------------------- | ---- | ---- | ---- | ---- | ---- | ---- | ---- | ---- | ---- | ---- | ---- | ---- | ---- | ---- | ---- |
| Vuelta a EspañaVuelta | 29   | 47   | –    | –    | –    | –    | –    | –    | –    | –    | –    | –    | –    | –    | –    |
| Giro d’ItaliaGiro     | –    | –    | –    | –    | –    | –    | –    | –    | –    | –    | –    | –    | –    | –    | –    |
| Tour de FranceTour    | 64   | –    | –    | 62   | 33   | 67   | DNF  | 40   | 70   | 43   | 37   | 68   | –    | 41   | 65   |